# Раул Ліну
Раул Ліну да Сілва, більш відомий як Раул Ліну (21 листопада 1879, Лісабон — 13 липня 1974) — португальський архітектор, дизайнер, теоретик архітектури та письменник. Архітектурні тези та дослідження Ліну оберталися навколо теорії Casa Portuguesa (порт., португальський будинок) — ідеалізованої концепції португальської житлової архітектури, планування та способу життя.
Міста Кашкайш і Сінтра, уздовж Португальської Рив'єри, можуть похвалитися найбільшою концентрацією споруд Ліну. Він відігравав значну роль у космополітизації Кашкайшу як літнього курорту для заможних і знатних людей.

## Раннє життя

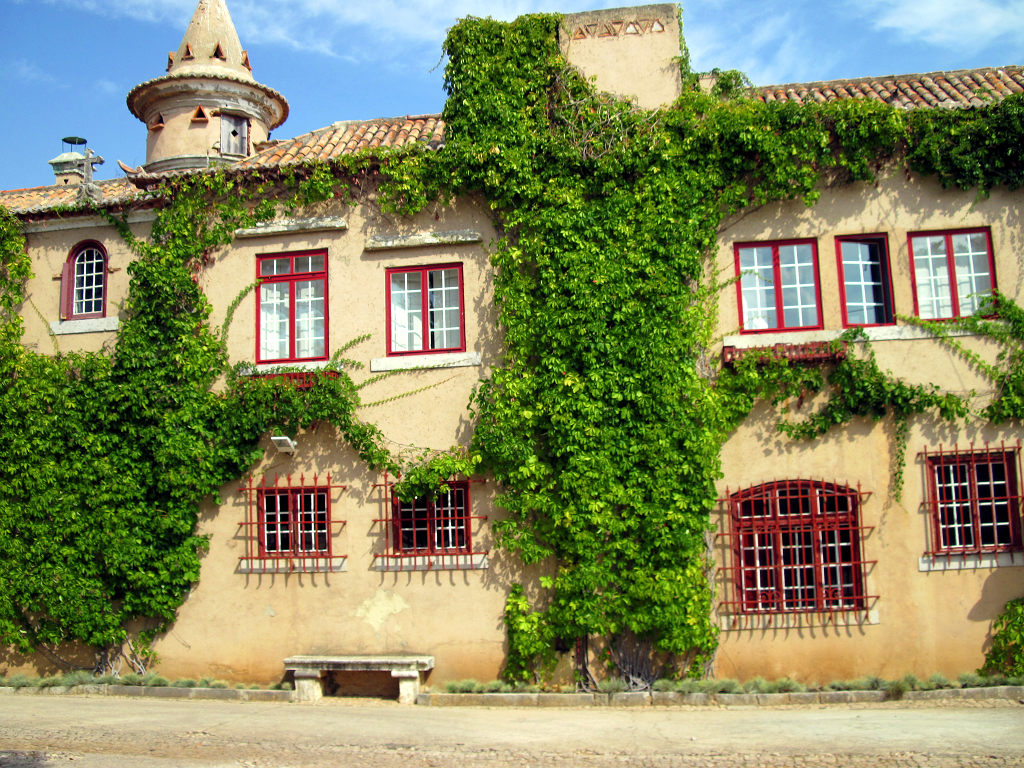
Будинок Санта Марія, в Кашкайші

Рауль Ліну да Сілва народився 21 листопада 1879 року в Лісабоні, Португалія, у родині заможного торговця будівельними матеріалами. Фінансове становище його сім'ї дозволило Ліну (1890 р.) навчатися у Віндзорі, Англія, протягом трьох років. Після навчання у Британії Ліну переїхав до Німеччини, де продовжив навчатися і почав працювати в ательє німецького архітектора Альбрехта Гаупта до 1897 року, до повернення Португалії, щоб завершити свою архітектурну освіту. 

### Рання кар'єра

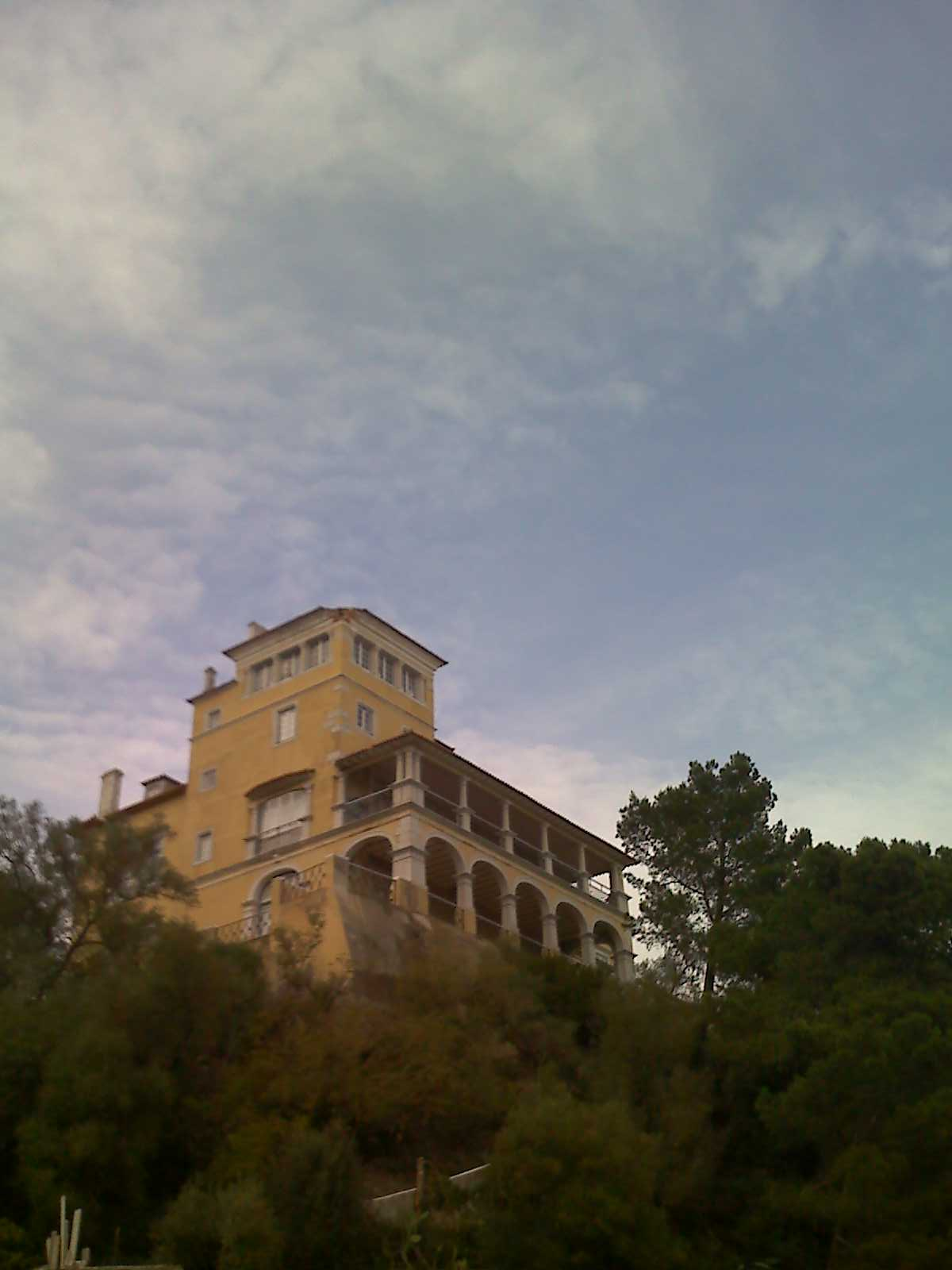
Кінта да Коменда, в Сетубалі, була побудована Ліну для графа Арманда в 1903 році.

Повернувшись до Португалії, в 1897 році Ліну почав працювати у батьковому бізнесі. У цей же час він починає свої подорожі по Португалії та вивчення регіоналізмів в архітектурі та стилі, приділяючи особливу увагу спочатку регіону Алентежу .
Архітектор розробив і створив понад 700 проектів. Багато з них у середземноморському відродженні та м'якому португальському стилі .
Він був членом-засновником Національної Академії Образотворчих Мистецтв у 1946 році.
Ліну був звичним письменником-колумнистом у різних португальських газетах і журналах, включаючи Diário de Notícias, Diário Popular і Atlantida.

## A Casa Portuguesa
Ліну також написав багато книг і статей про теорію архітектури португальського будинку — A Casa Portuguesa (Португальський дім (1929)), Casas Portuguesas (Португальські будинки (1933)) та L'Evolution de l'Architecture Domestique au Portugal (Еволюція вітчизняної архітектури в Португалії (1937)).

## Вибрані роботи
- Будинок на вулиці Castilho, 64 та 66 (премія Вальмора 1930), Лісабон
- Будинок душ Патудуш, Алпіарса
- Театр Тіволі, Лісабон
- Музей і дитячий садок Жоау де Деуш, Лісабон
- Gardénia Shop, Лісабон
- Башта святого Патріка, Ешторіл
- Будинок Монтсальват, Ешторіл
- Будинок Сілва Гомша, Ешторіл
- Бразильський павільйон на Португальській всесвітній виставці, Лісабон
- Кінта да Коменда, Аррабіда
- Будинок Санта Марія, Кашкайш
- Будинок Кіпреште, Сінтра
- Будинок душ Пенедуш, Сінтра
- Будинок Бранка, Азеньяш ду Мер
- Будинок Бранка, Оейраш